# 小軽米村
小軽米村（こがるまいむら）は、1954年（昭和29年）まで岩手県九戸郡の北西部に存在していた村。現在の軽米町小軽米・蛇口・円子にあたる。

## 地理
- 河川：雪谷川

## 沿革
- 1889年（明治22年）4月1日 - 町村制施行にともない、小軽米村・蛇口村・円子村の計3か村が合併して新制の北九戸郡小軽米村が発足。
- 1897年（明治30年）4月1日 - 北九戸郡と南九戸郡が合併して九戸郡が成立[1]。九戸郡小軽米村となる。
- 1955年（昭和30年）1月1日 - 軽米町[2]・晴山村と合併し、新制の軽米町となる。

## 行政
| 代 | 氏名         | 就任                       | 退任                       | 備考 |
| -- | ------------ | -------------------------- | -------------------------- | ---- |
|    | 小林宮吉     | 明治45年（1912年）5月13日  | 大正9年（1920年）5月12日   |      |
|    | 久保田和喜人 | 大正10年（1921年）4月21日  | 大正14年（1925年）4月20日  |      |
|    | 野田三郎     | 大正14年（1925年）12月3日  | 昭和4年（1929年）12月2日   |      |
|    | 泉山喜太郎   | 昭和4年（1929年）12月24日  | 昭和12年（1937年）12月23日 |      |
|    | 中里一郎     | 昭和12年（1929年）12月24日 | 昭和16年（1941年）12月23日 |      |
|    | 泉山喜太郎   | 昭和16年（1941年）12月24日 | 昭和20年（1945年）12月23日 | 再任 |
|    | 兼田善八     | 昭和20年（1945年）12月26日 | 昭和22年（1947年）3月29日  |      |
|    | 煙山幸太郎   | 昭和22年（1947年）4月5日   | 昭和26年（1951年）4月4日   |      |
|    | 兼田徳松     | 昭和26年（1951年）5月1日   | 昭和29年（1954年）12月31日 |      |